# دانشگاه ملی مرکزی
دانشگاه مرکزی ملی یک دانشگاه تحقیقاتی دولتی چینی است. این دانشگاه در تایوان در سال ۱۹۰۲ تأسیس شد و در سال ۱۹۱۵ نام آن تغییر کرد. این مدرسه در ابتدا در میائولی قرار داشت که برای اولین بار به تایوان نقل مکان کرد، اما در سال ۱۹۶۲ به Zhongli نقل مکان کرد و به یک دانشگاه جامع تبدیل شد. دانشگاه مرکزی ملی اولین دانشگاه در تایوان است که در مورد اقتصاد صنعتی و توسعه اقتصادی تحقیق می‌کند.
پردیس شهر تائویوان دانشگاه در قسمت شمالی جزیره، با فاصلهٔ حدود ۴۵ دقیقه از پایتخت تایپه واقع شده‌است. این دانشگاه تنها ۳۰ دقیقه با فرودگاه بین‌المللی تائویوان تایوان فاصله دارد که آن را برای سفرهای بین‌المللی بسیار راحت می‌کند.